# Meurtre de Jean Meyer
Pour les articles homonymes, voir Jean Meyer.
L'affaire Jean Meyer est une affaire criminelle française qui a lieu le 27 avril 2011, lorsqu'un contrôleur aérien stagiaire, Karim Ouali, est suspecté d'avoir mortellement agressé Jean Meyer, chef de la tour de contrôle de l'Aéroport International de Bâle-Mulhouse. Il planifie alors de manière ingénieuse et méticuleuse sa fuite, et fait l'objet d'une notice rouge Interpol depuis le mois suivant,.
En décembre 2024, la France confirme son statut d'homme parmi les plus dangereux et recherchéspar la France, via les services Europol (notice - programme Most Wanted) et Interpol (notice).

## Meurtre
Le 27 avril 2011, à 7 h 50, un des aiguilleurs de la tour de contrôle de l'aéroport découvre le corps de Jean Meyer, chef du service, gisant dans une mare de sang. À l'arrivée des secours, la police suspecte très rapidement  Karim Ouali d'être l'auteur du crime. Certains observateurs estiment que la mort de Jean Meyer a certainement évité une catastrophe aérienne de gravité extrême, car Karim Ouali disposait des compétences professionnelles qui lui auraient permis de perturber le trafic et provoquer une catastrophe aérienne, par exemple en entraînant délibérément des avions de ligne à la collision.

## Acte terroriste manqué
De nombreux éléments laissent rapidement penser aux enquêteurs que Karim Ouali planifiait initialement une attaque terroriste, qu'il aurait été surpris par son chef, ce qui l'aurait amené à le neutraliser afin qu'il ne donne pas l'alerte, puis à renoncer à son projet d'attentat pour s'enfuir :
- Le suspect a vidé ses comptes bancaires
- Il a transmis une lettre au contenu très violent à chacun de ses anciens collègues, dont trois sont nommément désignés.
- En arrêt ce jour-là depuis des mois, sa présence à la tour de contrôle, armé d'une machette, laisse penser qu'il aurait pu se servir des instruments pour volontairement provoquer un accident aérien (voir Collision aérienne d'Überlingen)
- La lettre transmise évoque le carnage qu'il aurait voulu réaliser (sans y parvenir), et un contenu qualifiable d'apologie du terrorisme, citant notamment Oussama ben Laden et le 11 Septembre.

## Jean Meyer
La victime, âgée de 34 ans, est le chef de la tour de contrôle de l'aéroport. Diplômé de l'ÉNAC au même titre que ses collègues. Il est retrouvé dans une mare de sang tôt dans la matinée, la police constatant qu'il a été violemment tué de onze coups de hachette artisanale. 

## Karim Ouali
Stagiaire au contrôle aérien, Karim Ouali, 35 ans, est en arrêt de travail depuis quatre mois, souffrant de nombreux troubles psychotiques. Ils seraient dus à une paranoïa, se croyant discriminé par ses collègues, en raison de ses origines algériennes. Issu de l'ÉNAC, il est propriétaire d'un appartement lui rapportant 1 200 euros mensuels, en complément de son salaire de 5 500 euros net mensuels. Au moment du drame, bien qu'étant en arrêt, son badge professionnel n'est pas désactivé, afin notamment d'éviter une montée en escalade de son caractère paranoïaque. 
Sa personnalité est au premier plan de l'enquête. Sa fascination pour le Joker, et d'autres éléments troublants (son antisémitisme par exemple) sont exposés par le suspect dans un document informatique de plusieurs centaines de pages, analysé par les enquêteurs. Il se croit également suivi et menacé par ses collègues, et vit dans un taudis. Les enquêteurs témoignent qu'un tel amoncellement d'objets et d'emballages encombrent son appartement qu'ils n'arrivent pas à en distinguer le sol lorsqu'ils perquisitionnent le logement.
Quelque temps avant le drame, il a contacté certains de ses proches et différentes personnes de son cercle social, en utilisant des lignes téléphoniques dites de « spoofing » pour ne pas être identifié. Il faisait montre d'un comportement estimé « dérangeant » par ses collègues, son chef étant par ailleurs parmi les plus empathiques à son égard.

## Fuite à l'étranger
La fuite à l'étranger de Karim Ouali est vue par les enquêteurs comme étant un cas d'école d'une fuite à l'international (hors Europe) hors normes, tant le suspect a pris de précautions pour berner les enquêteurs : 
- il a notamment commandé un billet d'avion dont il n'a volontairement pas pris le vol, pour brouiller les pistes.
- il a également laissé son téléphone portable allumé avant le drame, et l'a envoyé par colis en Suisse afin de tromper les enquêteurs sur sa géolocalisation.
- Il retouche également au stylo le « O » de son nom de famille sur sa pièce d'identité, afin de le maquiller en « Q » (Quali au lieu de Ouali), pour voyager sous une fausse identité dans sa cavale[10].
- Sa voiture personnelle est rapidement retrouvée, mais il loue aussi un véhicule sous un faux nom, qui sera localisé à Bron sept mois après les faits. Dans ce deuxième véhicule, on découvrira une clé USB contenant des photos de lui, ainsi qu'un exemplaire d'Éloge de la fuite.

## Dix ans de cavale
Peu de temps avant les faits, Karim Ouali a pris soin de retirer 25 000 euros en liquide. À peine un mois après les faits, Karim Ouali se trouvait déjà hors Europe. Activement recherché par les enquêteurs, qui le pensent en Amérique du Sud ou au Maghreb, il est repéré en Asie une première fois en 2018 (par transmission judiciaire, datant de 2014), puis en 2021 sur un site de rencontres.
Sa cavale est parfois comparée par les observateurs avec celle de Xavier Dupont de Ligonnès, tant par la dangerosité de l'individu et sa préparation méticuleuse de ses actes et sa fuite, mais également parce que la période à laquelle se sont produit les deux affaires coïncide. Il est également rarissime qu'une cavale dure plus d'une décennie, et cette longévité exceptionnelle les distingue des affaires criminelles classiques, de surcroît lorsque les preuves de vie du fugitif sont étayées (ce qui est le cas pour Karim Ouali).
À l'occasion du signalement de 2018 (transmission de police de Hong-Kong) et son son identification sur un site de rencontres en 2021, les médias évoquent l'affaire, ravivant son souvenir auprès du grand public. Selon la procureure chargée du dossier, le suspect aurait refait sa vie, se mariant et devenant père d'un enfant.

## Localisation à l'international et stagnation du dossier
En 2021, des policiers de la brigade nationale de recherche des fugitifs (BNRF) ont repéré quelques clichés du suspect, sur un site de rencontre anglophone, à Hong-Kong. Le suspect aurait déjà eu affaire à la police locale en raison de son arrivée sur le sol de la région autonome chinoise avec un document qualifié de falsifié (en raison de sa retouche), et aurait fait un mois de détention en 2014, avant d'être relâché. Cette dernière information n'est connue qu'en 2018, en raison des relations diplomatiques entre la France et la Chine. De plus, toujours en raison de ces relations « exécrables » (selon les médias) entre les deux pays, la possibilité d'une extradition du suspect de Hong Kong vers la France reste au point mort.